# Tockarps IK
Tockarps IK, bildad 8 september 1935, är en idrottsklubb i Örkelljunga som bland annat sysslar med orientering.
Klubben var till en början inriktad på fotboll och friidrott. 1938 anordnades Skånes orienterings-DM i budkavle. 1944 anordnade klubben sin första större tävling, "Vättefejden". Klubben bedriver även skidsport, och har haft deltagare i Vasaloppet varje år sedan 1963. Man har även bedrivit bandy och ishockey.